# Tony Taylor
Alejandro Antonio "Tony" Taylor (n. el 13 de julio de 1989 en Long Beach, California, Estados Unidos) es un exfutbolista panameño nacido en Estados Unidos. Jugó como delantero.

## Biografía
Es hijo de padres panameños, originarios de Colón. Su padre trabajó en la Marina de Estados Unidos, situación que derivó en que debieron mudarse constantemente.

## Trayectoria
Taylor comenzó jugando para el Miami FC, y en 2009 fue enviado en calidad de préstamo al GD Estoril Praia de la Segunda División de Portugal. Taylor hizo su debut con el club el 18 de abril de 2010 contra el FC Penafiel, y anotó su primer gol la semana siguiente contra el C.D. Aves.
Para la siguiente temporada Taylor fue enviado a préstamo al Atlético CP, en donde jugó 10 partidos y anotó 3 goles.
Taylor empezó la temporada 2012/13 del Estoril como titular, debutando en la Primera División de Portugal el 17 de agosto de 2012 en el primer partido de la campaña frente al Olhanense.
En agosto de 2014, Taylor fue adquirido por el New England Revolution de la Major League Soccer. Jugó solo un partido con el club en la temporada 2014 y fue seleccionado por el New York City Football Club en el draft de expansión del 2015.

## Selección nacional
Taylor fue parte de la selección sub-23 de los Estados Unidos que disputó el Preolímpico de Concacaf de 2012.
El 26 de septiembre de 2016 recibió el primer llamado de Hernán Darío Gómez, entrenador de la selección de Panamá para un partido amistoso contra la selección de México.
El 15 de noviembre de 2016 debutó oficialmente con Panamá, entrando al minuto 70' por Édgar Yoel Bárcenas contra México en partido de eliminatorias mundialistas para la Copa Mundial de Rusia 2018.

### Participaciones en selección nacional
| Copa                      | Categoría | Sede   | Resultado  | Partidos | Goles |
| ------------------------- | --------- | ------ | ---------- | -------- | ----- |
| Copa Centroamericana 2017 | Mayor     | Panamá | Subcampeón | 2        | 0     |

## Clubes
| Club                   | País           | Año         |
| ---------------------- | -------------- | ----------- |
| Jacksonville Dolphins  | Estados Unidos | 2009        |
| GD Estoril Praia       | Portugal       | 2010 - 2011 |
| Atlético CP            | Portugal       | 2011        |
| GD Estoril Praia       | Portugal       | 2011 - 2013 |
| Omonia Nicosia         | Chipre         | 2013 - 2014 |
| New England Revolution | Estados Unidos | 2014        |
| New York City FC       | Estados Unidos | 2015 - 2016 |
| FC Paços Ferreira      | Portugal       | 2017        |
| Jacksonville Armada FC | Estados Unidos | 2017 - 2018 |
| Ottawa Fury FC         | Canadá         | 2018 - 2019 |
| Puskás Akadémia FC     | Hungría        | 2019        |
| San Antonio FC         | Estados Unidos | 2019        |

## Palmarés

### Títulos nacionales
| Título                       | Club             | País     | Año  |
| ---------------------------- | ---------------- | -------- | ---- |
| Segunda División de Portugal | GD Estoril Praia | Portugal | 2012 |